# Novembre 1942 (guerre mondiale)
Chronologie de la Seconde Guerre mondiale
Octobre 1942 - Novembre 1942 -  Décembre 1942
- 1er novembre : 
  - L'opération Supercharge, percée alliée à El Alamein, commence.

- 3 novembre : 
  - Les troupes allemandes et italiennes commencent à battre en retraite à El Alamein.

- 4 novembre :
  - Départ du 40e convoi de déportation des Juifs de France, du camp de Drancy vers Auschwitz : 1000 déportés, 4 survivants en 1945.

- 6 novembre :
  - Départ du 42e convoi[1] de déportation des Juifs de France, du camp de Drancy vers Auschwitz : 1000 déportés, 4 survivants en 1945.

- 8 novembre : 
  - Putsch du 8 novembre 1942 : 400 patriotes civils mal armés, dirigés par José Aboulker[2], réussissent à capturer le général  Juin, commandant en chef en AFN, ainsi que l'Amiral Darlan, et  à neutraliser le XIXe Corps d'armée vichyste d'Alger pendant 15 heures, permettant ainsi la prise de ce port par les alliés le jour même, alors qu'à Oran et au Maroc, où le putsch a échoué, les généraux vichystes accueillent les alliés à coups de canon, tandis qu'ils livrent la Tunisie à une poignée d'Allemands, sans un seul coup de feu.
  - Opération Torch, le débarquement allié en Afrique du Nord, commence : les Américains tentent de débarquer à Casablanca et à Oran, tandis que des Britanniques et des Américains débarquent à Alger.

- 9 novembre :
  - Départ du 44e convoi[3] de déportation des Juifs de France, du camp de Drancy vers Auschwitz : 1000 déportés, 15 survivants en 1945.
  - Tunis est occupée par des forces allemandes transportées par avion ; l'Afrika Korps de Rommel reflue progressivement vers la Tunisie dans le désert libyen.

- 11 novembre : 
  - Occupation de la zone libre par les Allemands.
  - Départ du 45e convoi de déportation des Juifs de France, du camp de Drancy vers Auschwitz : 745 déportés, 2 survivants en 1945.

- 12 novembre :
  - Le Generalplan Ost commence à toucher la population polonaise de la région de Zamość d’où 110 000 personnes seront déportées soit vers des camps, soit vers l’Allemagne ; 30 000 enfants seront arrachés à leur famille pour être germanisés au sein de familles allemandes.

- 13 novembre : 
  - Tobrouk est reprise par la 8e Armée britannique.

- 15 novembre : 
  - Darlan prend le pouvoir en Afrique du Nord.

- 19 novembre : 
  - Les Soviétiques lancent l'Opération Uranus, et percent les lignes roumaines au nord et au sud de Stalingrad.

- 22 novembre : 
  - Encerclement de la VIe armée allemande dans Stalingrad.

- 27 novembre : 
  - Sabordage de la flotte française à Toulon.

- 30 novembre :
  - La Réunion se rallie à la France libre.